# Kính thiên văn Hobby-Eberly
Kính thiên văn Hobby-Eberly (HET) là một kính viễn vọng khẩu độ 10 mét (30 feet) đặt tại Đài thiên văn McDonald ở Dãy núi Davis, Texas.
Kính thiên văn Hobby-Eberly là một trong những kính thiên văn quang học lớn nhất trên thế giới và kết hợp một số tính năng khác biệt với hầu hết các thiết kế kính viễn vọng, giúp giảm chi phí xây dựng. Ví dụ, gương chính được xây dựng từ 91 gương phân đoạn lục giác, ít tốn kém hơn so với sản xuất một khối lớn duy nhất. Hơn nữa, gương chính của kính viễn vọng được cố định ở góc 55° và có thể xoay quanh đế của nó. Một mục tiêu được theo dõi bằng cách di chuyển các thiết bị ở trọng tâm của kính thiên văn; điều này cung cấp quyền truy cập vào khoảng 70-81% bầu trời tại vị trí của nó và cho phép một mục tiêu duy nhất được theo dõi trong tối đa hai giờ. Kính thiên văn được đặt theo tên của cựu Thống đốc bang Texas Bill Hobby và Robert E. Eberly, một nhà hảo tâm của bang Pennsylvania.
Ba dụng cụ có sẵn để phân tích ánh sáng từ các mục tiêu. Cả ba dụng cụ đều là máy quang phổ. Các thiết bị làm việc ở độ phân giải phổ cao, trung bình và thấp. Máy quang phổ độ phân giải thấp được đặt ở tiêu điểm chính, trong khi máy quang phổ có độ phân giải trung bình và cao nằm trong tầng hầm và ánh sáng được chiếu vào chúng thông qua cáp quang.